# Leonid Leonidowitsch Obolenski (Schauspieler)

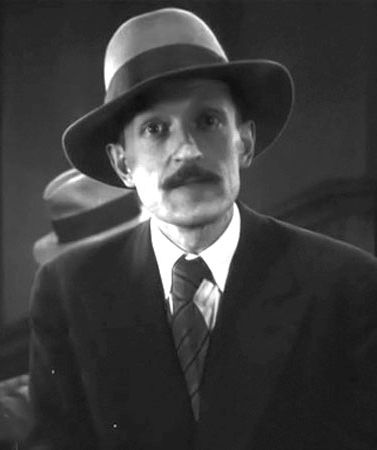

Leonid Leonidowitsch Obolenski (russisch Леонид Леонидович Оболенский; * 21. Januar 1902 in Arsamas, Gouvernement Nischni Nowgorod, Russisches Kaiserreich; † 19. November 1991 in Miass, Oblast Tscheljabinsk, Sowjetunion) war ein russisch-sowjetischer Kameramann, Filmregisseur und Schauspieler.

## Leben
Obolenskis Vater war der sowjetische Diplomat Leonid Leonidowitsch Obolenski. Als Schauspieler spielte Leonid Obolenski vor dem Zweiten Weltkrieg sowie auch danach in verschiedenen Rollen sowjetischer Filme.
Er starb in der Stadt Miass im Ural und wurde dort auch bestattet. Obolenski war seit 1991 Träger des Titels Volkskünstler der RSFSR.

## Filmografie (Auswahl)
- 1920: An der roten Front
- 1924: Die seltsamen Abenteuer des Mr. West im Lande der Bolschewiki
- 1925: Strahl des Todes
- 1928: Dschingis Khans Nachkomme
- 1929: Das Verbrechen von Ivan Karawajew
- 1930: St. Jorge's Feast
- 1932: Wohlstand
- 1958: Ein weiterer Flug  – Passant im Regenmantel
- 1960: Warte auf die Briefe
- 1977: Walnussbrot
- 1979: Es tut mir Leid, auf Wiedersehen